# Nadia Gray
Pour les articles homonymes, voir Gray.
Nadia Gray, née Nadia Kujnir le 23 novembre 1923 à Bucarest (Roumanie) et morte le 13 juin 1994 à New York (États-Unis), est une actrice franco-roumaine, issue d'une vieille famille juive, naturalisée française.

## Biographie
Elle devient princesse Cantacuzène par son mariage en 1946 avec Constantin Cantacuzino (en), pilote d'aviation civile puis as de la chasse pendant la guerre en URSS avant d'agir au sein de la mission clandestine inter-Alliée à Bucarest (mission Autonomous du SOE) avec le colonel américain Gunn et la protection du roi Michel Ier, pour faire évader les pilotes alliés abattus au-dessus de la Roumanie. À la fin des années 1940, alors que les Communistes prennent le pouvoir en Roumanie, son mari lui fait quitter la Roumanie sous prétexte de tournage puis la rejoint en avion. Il meurt en 1958.
Elle acquiert la nationalité française en 1964. Elle tourne avec Fellini dans La dolce vita.
Elle s'installe définitivement en Amérique à la fin des années 1960 quand elle épouse Herbert Silverman, avocat new-yorkais  en 1967.
En 1976, elle décide d'arrêter sa carrière cinématographique pour se consacrer à la chanson dans des cabarets.
Nadia Gray meurt le 13 juin 1994 à l'âge de 70 ans d'une crise cardiaque.

## Filmographie
- 1949 : Monseigneur, de Roger Richebé : La duchesse Nathalie de Lémoncourt
- 1949 : The Spider and the Fly, de Robert Hamer : Madeleine Saincaize
- 1949 : L'Inconnu d'un soir de Max Neufeld et Hervé Bromberger : Édith, alias Marie-Ange
- 1951 : La Vallée des aigles (Valley of Eagles) de Terence Young : Kara Niemann
- 1951 : Nuit sans étoiles (en) (Night Without Stars) d'Anthony Pelissier : Alix Delaisse née Malinay
- 1952 : Une femme pour une nuit (Moglie per una notte) de Mario Camerini : Geraldine
- 1952 : Ultra secret (en) (Top Secret) de Mario Zampi : Tania
- 1952 : La Ville mélodieuse (it) (Città canora) de Mario Costa : Nadia Sandor
- 1952 : Amours interdites (Inganno) de Guido Brignone : Anna Comin
- 1953 : La Vierge du Rhin de Gilles Grangier : Maria Meister, la fille du patron de la péniche
- 1953 : Puccini de Carmine Gallone : Cristina Vernini
- 1953 : Ivan, le fils du diable blanc (it) (Ivan, il figlio del diavolo bianco) de Guido Brignone : Princesse Alina
- 1953 : Finalmente libero (it) de Mario Amendola et Ruggero Maccari : Carla Martini
- 1953 : Gran varietà de Domenico Paolella
- 1954 : Les femmes s'en balancent de Bernard Borderie : Henietta Aymes
- 1954 : À toi... toujours (Casta diva) de Carmine Gallone : Giuditta Pasta
- 1954 : La Maison du souvenir (Casa Ricordi) de Carmine Gallone : Giulia Grisi
- 1954 : Les Cinq de l'Adamello (it) (Il cinque dell'adamello) de Pino Mercanti : Magda
- 1954 : Pitié pour celle qui tombe (Pietà per chi cade) de Mario Costa : Anna Savelli
- 1954 : Un siècle d'amour (Cento anni d'amore), segment À la Belle Époque de Lionello De Felice : Muriella di Lucoli
- 1954 : Le Carrousel fantastique (Carosello napoletano) d'Ettore Giannini : une jolie vagabonde
- 1954 : Le Maître de Don Juan (Il maestro di Don Giovanni) de Milton Krims : Fulvia
- 1954 : Les Deux Orphelines (Le due orfanelle) de Giacomo Gentilomo : Diane de Vaudrey, comtesse de Linières
- 1954 : Cardinal Lambertini (Il cardinale Lambertini) de Giorgio Pàstina : Comtesse Gabriella di Roccasibalda
- 1955 : Les Cinq Dernières Minutes (Gli ultimi cinque minuti) de Giuseppe Amato
- 1955 : La moglie è uguale per tutti (it) de Giorgio Simonelli : Lea
- 1955 : Les Aventures et les Amours de Casanova (Le avventure di Giacomo Casanova) de Steno : Margherita Teresa von Kleinwert
- 1955 : Musique dans le sang (de) (Musik im Blut) d'Erik Ode : Gina Martelli
- 1955 : La Vengeance du faucon d'or (Il falco d'oro)) de Carlo Ludovico Bragaglia : Ines Della Torre
- 1956 : Piège sur mer (it) (Aguatto sul mare) de Pino Mercanti : Circe
- 1956 : Marika, la belle Hongroise (de) (Hengst Maestoso Austria) de Hermann Kugelstadt : Comtesse Marika Szilady
- 1957 : Parola di ladro de Nanni Loy et Gianni Puccini : Ursula
- 1957 : Folies-Bergère de Henri Decoin : Suzy Morgan
- 1957 : Sénéchal le magnifique de Jean Boyer : la Princesse
- 1957 : Une Parisienne de Michel Boisrond : la reine Greta
- 1957 : Le Masque noir (Il diavolo nero) de Sergio Grieco : Duchesse Lucrezia
- 1957 : Vacances à Ischia (Vacanze a Ischia) de Mario Camerini : Carla Occhipinti
- 1957 : Ma jolie maman (de) (Meine schöne Mama) de Paul Martin : Maria, la mère de Mathilde
- 1959 : 6 heures, quai 23 (Muerte al amanecer) de Josep Maria Forn : Victoria Costa
- 1959 : La Table du capitaine (en) (The Captain's Table) de Jack Lee : Mme Porteous
- 1959 : Été violent (Estate violenta) de Valerio Zurlini
- 1960 : La dolce vita de Federico Fellini : Nadia
- 1960 : Le signore (it) de Turi Vasile : Tatiana Becker
- 1960 : María, matrícula de Bilbao de Ladislas Vajda : Berta
- 1960 : Candide ou l'optimisme du XXe siècle de Norbert Carbonnaux : la Dame de compagnie de Cunégonde
- 1960 : Le Lit pour trois (Letto a tre piazze) de Steno : Amalia
- 1961 : L'Eventail de Lady Windermere de François Gir : Mrs Erlynne
- 1961 : Mourir d'aimer de Dany Fog : Patricia
- 1961 : Le jeu de la vérité de Robert Hossein : Solange Vérate
- 1961 : Les croulants se portent bien de Jean Boyer
- 1961 : Monsieur Topaze (Mr. Topaze) de Peter Sellers : Suzy
- 1961 : Le Pavé de Paris de Henri Decoin : Monique
- 1961 : Jeunesse de nuit (Gioventù di notte) de Mario Sequi : Fulvia
- 1962 : Obsession (Wenn beide schuldig werden) de Hermann Leitner : Hilde Goetz
- 1963 : Whisky soda (de) (Zwei Whisky und ein Sofa) de Günter Gräwert (de) : Mme Button
- 1963 : Rocambole de Bernard Borderie : Bellini
- 1963 : Le Maniaque (The Maniac) de Michael Carreras : Eve Beynat
- 1964 : Deux Jours à vivre (de) (Begegnung in Salzburg) de Max Friedmann : Felicitas Willke
- 1965 : The Crooked Road (en) de Don Chaffey : Cosima
- 1965 : Le Flibustier des Caraïbes (L'avventuriero della Tortuga) de Luigi Capuano : Rosita
- 1966 : Illusions perdues, de Maurice Cazeneuve : Marquise d'Espard
- 1966 : Tonnerre sur la frontière (Winnetou und sein freund Old Firehand) d'Alfred Vohrer : Michèle Mercier
- 1967 : Le Plus Vieux Métier du monde de Claude Autant-Lara : Nadia
- 1967 : Voyage à deux (Two for the road) de Stanley Donen : Françoise Dalbert
- 1967 : Chantage au meurtre (The Naked Runner) de Sidney J. Furie : Karen Gisevius
- 1967 : Le Prisonnier (épisode 2 : Chimes of Big Ben) : Nadia

## Théâtre
- 1948 : Joyeux Chagrins d'après Noël Coward, adaptation André Roussin et Pierre Gay, mise en scène Louis Ducreux, théâtre Édouard VII
- 1949 : Le Petit Café de Tristan Bernard, mise en scène Yves Mirande, théâtre Antoine